# Matteo Ricci
Matteo Ricci SJ (pol. Mateusz Ricci; ur. 6 października 1552 w Maceracie, zm. 11 maja 1610 w Pekinie) – włoski misjonarz z zakonu jezuitów pracujący w Chinach. Czcigodny Sługa Boży Kościoła katolickiego.

## Życiorys
Urodził się 6 października 1552 roku w Maceracie w szlacheckiej rodzinie. W młodości wstąpił do Kolegium Jezuitów w rodzinnym mieście. Następnie wstąpił do nowicjatu jezuitów i przeniósł się do Rzymu by studiować na Collegium Romanum, jego profesorem był Robert Bellarmin. Studiował także pod okiem Christopha Claviusa Po uzyskaniu wykształcenia w zakresie filozofii, teologii i nauk ścisłych poprosił o możliwość wyjazdu na misję do Chin. Generał zakonu Everard Mercurian wyraził na to zgodę w 1577 roku i Matteo wraz z Michele Ruggierim wyruszyli do Genui, by popłynąć do Lizbony. 24 marca 1578 roku wypłynęli z Portugalii i 13 września dotarli do Goa. Początkowo Ricci nauczał sztuk wyzwolonych w tamtejszym kolegium jezuickim. 26 lipca 1580 roku przyjął święcenia kapłańskie. Przez kolejne dwa lata kontynuował naukę teologii, a następnie (na polecenie Alessandra Valignana) wyjechał do Makau, aby uczyć się języka chińskiego. W 1583 roku otrzymał pozwolenie aby przenieść się do Zhaoqing, gdzie miał spotkać się z wicekrólem.
Dotarł tam 10 września razem z Ruggierim. W zachodniej części miasta, nad rzeką Xi Jiang wybudowali kościół i dom zakonny. Ze względu na różnice kulturowe, skupili się przede wszystkim na poznawaniu obyczajów, a dopiero potem na ewangelizacji. Pierwszy chrzest odbył się pod koniec roku, a konwertytą był ubogi lekarz. W ciągu sześciu lat udało mu się ochrzcić tylko około 80 osób. 15 sierpnia 1589 roku nowy wicekról nakazał zakonnikom opuścić miasto. Pozwolono im jednak zostać w Chinach i 26 sierpnia 1589 roku Ricci z towarzyszami przeniósł się do Shaoguan, gdzie zmienił sposób ewangelizacji – głosił kazania głównie wśród uczonych mnichów buddyjskich, zamiast wśród ludu. Doprowadziło to do ochrzczenia dziesięciu osób w krótkim czasie. Wkrótce potem dwóch towarzyszy Mattea zmarło na malarię i Ricci pozostał sam. Jakiś czas później założył kolejny dom zakonny w Nanchang, a przebywając tam otrzymał zaproszenie jako towarzysz członka narady wojennej, który miał udać się na dwór cesarski. Ostatecznie Chińczyk wycofał się z propozycji, obawiając się, że jezuita może zostać uznany za szpiega.
Mieszkając w Chinach, przystosowywał się do tamtejszych zwyczajów, ubierając się w jedwabne szaty i nosząc długą brodę. Pragnął samemu zostać Chińczykiem, aby móc bardziej oddziaływać na tamtejsze społeczeństwo. Pomysł ten został wstępnie zaakceptowany przez Alessandra Valignana. W połowie lat 80. poznał język chiński na tyle dobrze, że mógł w nim spowiadać, głosić kazania, a także pisać książki. W 1584 roku wydał pierwszą mapę świata w języku chińskim, którą potem uzupełniał. Jako pierwszy dokonał transkrypcji ideogramów i przedłożył Chińczykom kalendarz gregoriański.
Ostatnią profesję zakonną złożył 1 stycznia 1596 roku. W 1601 roku udało mu się spotkać z cesarzem Wanli. W międzyczasie zdał egzamin urzędniczy, dzięki czemu uzyskał stopień literata (chiński odpowiednik bakalaureatu) i został uczonym. Znał się na matematyce, astronomii, geografii, sinologii i literaturze. Dzięki temu zyskiwał posłuch u wpływowych Chińczyków. Jednocześnie uważał, że jedyną metodą na wdrożenie chrześcijaństwa jest zaadaptowanie go do wschodnich realiów, czyli inkulturacja. Z tego powodu zgłębiał konfucjanizm oraz buddyzm. Wprowadził do katolickich obrządków pogrzebowych zwyczaje z konfucjanizmu jak palenie kadzideł czy strój żałobny, co było zwalczane przez zakony franciszkanów i dominikanów. W 1603 roku wydał katechizm „O prawdziwym znaczeniu Pana Nieba”, w którym uwzględnił elementy konfucjanizmu, pochwalając część z nich. W latach 1608–1610 napisał „Początki Towarzystwa Jezusowego i historia chrześcijaństwa w Chinach w pięciu księgach”. Dzięki apostolatowi wśród klas wyższych udało mu się nawrócić na chrześcijaństwo brata cesarza i dwóch synów nadwornego lekarza. Sprzeciwiał się maksymie Cypriana z Kartaginy, mówiącej: „Poza Kościołem nie ma zbawienia” – był gorącym zwolennikiem dialogu międzyreligijnego. 15 sierpnia 1606 roku został przełożonym misji jezuickiej w Chinach, lecz w listach do generała Claudia Acquavivy twierdził, że nie nadaje się do tej roli. Zmarł 11 maja 1610 roku w Pekinie. Na wieść o śmierci Mattea, Wanli nakazał wybudować wielki grobowiec i tam go pochować.
W 1984 roku rozpoczęła się diecezjalna faza procesu beatyfikacyjnego Ricciego. Po przerwie, proces został wznowiony 24 stycznia 2010 w Maceracie. 17 grudnia 2022 za zgodą papieża Franciszka promulgowano dekret o heroiczności jego życia i cnót i od tej pory przysługuje mu tytuł Czcigodnego Sługi Bożego.